# Parafia św. Joachima i św. Anny w Daugieliszkach Nowych
Parafia św. Joachima i św. Anny w Daugieliszkach Nowych – parafia rzymskokatolicka, administracyjnie należąca do archidiecezji wileńskiej, znajdująca się w dekanacie ignalińskim. 